# Más futuro que pasado
Más futuro que pasado es el octavo álbum de estudio del cantante colombiano Juanes, lanzado el 22 de noviembre de 2019.
El álbum se caracteriza por la fusión de ritmos entre el pop, el folklore latinoamericano y el rock alternativo junto al reguetón. Asimismo, el álbum marca un estilo diferente al que Juanes acostumbra, ya que el mismo incursiona en el género urbano, esto después de su sencillo anterior «Fuego», y otras canciones que interpretó al lado de diversos artistas de este género.
Se desprenden del mismo, algunos sencillos como: «Pa' dentro», «La plata», «Querer mejor», «Bonita», «Tequila» y «Más futuro que pasado» entre otros.
En este álbum, están incluidas las participaciones de Sebastián Yatra, Lalo Ebratt, Christian Nodal, Alessia Cara, Crudo Means Raw y Fuego.

## Lista de canciones
| N.º | Título                                                | Duración |  |
| 1.  | «Aurora» (con Crudo Means Raw)                        | 3:05     |  |
| 2.  | «Tequila» (con Christian Nodal)                       | 2:39     |  |
| 3.  | «Ninguna»                                             | 2:43     |  |
| 4.  | «Mala manera»                                         | 3:05     |  |
| 5.  | «Bonita» (con Sebastián Yatra)                        | 2:27     |  |
| 6.  | «El pueblo»                                           | 2:39     |  |
| 7.  | «Más futuro que pasado»                               | 3:06     |  |
| 8.  | «Loco»                                                | 3:16     |  |
| 9.  | «Mía mía» (con Fuego)                                 | 3:28     |  |
| 10. | «La plata» (con Lalo Ebratt)                          | 3:15     |  |
| 11. | «Pa' dentro»                                          | 3:16     |  |
| 12. | «Querer mejor» (con Alessia Cara)                     | 2:53     |  |
| 13. | «Querer mejor» (con Alessia Cara) (Versión Spanglish) | 2:50     |  |

## Recepción Crítica
Thom Jurek, de AllMusic, calificó el álbum como "un estudio lleno de ganchos y ritmos que demuestra por qué Juanes sigue siendo el principal impulsor del mercurial mundo de la música popular latina". Añadió que "dos décadas después de su carrera, Juanes sigue siendo un buscador musical; integra cuidadosamente lo que le atrae en su propio estilo característico, creando un sonido que es reconocible al instante y que es un futuro vigoroso" Suzy Exposito de Rolling Stone escribió que Más futuro que pasado "es una celebración conmovedora de la tradición folclórica latina, así como del primer amor de Juanes: la guitarra".

## Posicionamiento en listas
| Listas (2020)                     | Mejor posición |
| --------------------------------- | -------------- |
| España (PROMUSICAE)               | 48             |
| Estados Unidos (Top Latin Albums) | 9              |
| Estados Unidos (Latin Pop Albums) | 1              |

| Listas (2020)                     | Mejor posición |
| --------------------------------- | -------------- |
| Estados Unidos (Top Latin Albums) | 85             |